# 永兴镇 (内江市)
永东乡，是中华人民共和国四川省内江市东兴区下辖的一个乡镇级行政单位。

## 行政区划
永东乡下辖以下地区：
永兴社区、光音社区、流油村、半坡村、青龙村、东岳村、甘家桥村、尧家坡村、石笋村、卢家村、石滩村、五里村、团山村、葫豆湾村、核桃湾村、坳店子村、莲花村、高庙村、水口寺村、碧云村、半边山村、闻家冲村、玉河沟村和陈家庙村。